# رالف إس. كيزر
رالف إس. كيزر (بالإنجليزية: Ralph S. Keyser)‏ هو ضابط أمريكي، ولد في 10 مايو 1883 في فرجينيا في الولايات المتحدة، وتوفي في 19 أبريل 1955 في بيثيسدا في الولايات المتحدة.